# John Spilman
Sir John Spilman (möglicherweise auch Spielman * 16. Jahrhundert in Lindau (Bodensee); † 1626 in Dartford, Kent, England) war ein Unternehmer, der 1588 Englands erste, kommerziell erfolgreiche Papiermühle in River Darenth gründete, gleichzeitig war er Hofjuwelier Königin Elizabeth I. Spilman wurde durch König Jakob I. geadelt.

## Leben
John Spilman war in erster Ehe mit der Nürnberger Kaufmannstochter Elisabeth Mergel verheiratet, die 1607 im Alter von 55 Jahren verstarb. Seine zweite Frau Katherine überlebte ihn und verstarb 1644. Aus diesen Ehen gingen mehrere Kinder hervor.
1588 pachtete Spilman zwei Papiermühlen auf dem Anwesen Bignores bei Dartford. Diese Papiermühlen waren zuvor an den Landbesitzer William Vaughan verpachtet, der im 1580 verstarb. Spilman reparierte und modernisierte die Produktionsanlagen für geschätzte 1.500,- Pfund Sterling und requirierte qualifizierte deutsche Facharbeiter und Entscheidungsträger, um ein weißes Papier von guter Qualität, unter der Marke Spillers, produzieren zu können. Eines der ersten, auf Spielmans Papier veröffentlichten Werke war ein, Sir Walter Raleigh gewidmetes, Gedicht von Thomas Churchyard. Mit etwa 600 Angestelltenwurden Spilmans Papiermühlen der wichtigste Arbeitgeber in der Region. Im Februar 1589 wurde Spilman ein Patent zugesprochen, das ihm eine Monopolstellung für den Kauf bestimmter Rohstoffe und die Herstellung von reinweißem Papier sicherte. Im Juli 1597 wurde das Patent für weitere 14 Jahre verlängert und sicherte ihm erfolgreich den Markt für qualitativ hochwertiges und hochpreisiges weißes Papier, wohingegen seinen Mitbewerbern nur die Herstellung minderwertigerer brauner Papiere übrig blieb.
John Spilman wurde 1605 von König Jakob I., wohl eher für seine Verdienste als Hofgoldschmied denn als Papierfabrikant, zum Ritter geschlagen, gleichzeitig erhielt er ein Anwesen in Bexley, das er an William Camden weiter veräußerte.
Spilman wurde zugeschrieben, Lindenbäume in Großbritannien eingeführt zu haben.
John Spilman verstarb 1626 und wurde in der Dartforder Holy Trinity Kirche beigesetzt.